# Верітас (стадіон)
«Верітас стадіон» (фін. Veritas Stadion) — футбольний стадіон у місті Турку, Фінляндія, домашня арена місцевого ФК «Інтер».
Стадіон побудований та відкритий 1952 року. У 2003 році реконструйований. У результаті реконструкції та розширення 2009 року встановлено потужність 9 372 глядачів, з яких 8 072 забезпечені сидячими місцями.
Протягом 1952–2003 років арена носила назву «Куппітаан Ялкапаллостадіон».